# 殷汇镇
殷汇镇，是中华人民共和国安徽省池州市贵池区下辖的一个乡镇级行政单位。

## 名称
殷汇镇的名称来源有两种说法：
- 相传三国时期，当地有一家饭店，店主人姓殷，并且往来该地的客户大多姓殷，故名殷汇，也叫殷家汇；[2]但仅在贵池县地名委员会1985年版《安徽省贵池县地名录》、黄山书社1994年版的《贵池县志》及之后的相关地方志书上有载。[3]
- 唐朝左千牛卫将军，秋浦县（今贵池区）人殷文奎及其子殷崇义官至宰相职位，世居龙舒河旁殷村（今属梅街镇），在秋浦河流域实行屯田，招募军民屯垦，名曰“殷家会”，后更名殷家汇。[3]

## 行政区划
殷汇镇下辖以下地区：
殷汇社区、殷汇村、河东村、肖滩村、汇丰村、联丰村、读山村、五里村、东溪村、龙山村、龙庄村、石城村、长庄村、沧埠村、杨桥村、马草深村、灌口村和旧溪村。

### 历史沿革
明朝弘治年间（公元1488-1503年）设立殷家会镇。清朝康熙九年（公元1670年）贵池知县张应薇在殷汇镇建立殷家汇镇行政公署。1951年，更名为殷汇镇。1958年9月，贵池县设立人民公社体制，殷汇镇撤销，改为殷汇公社。1966年9月9日，中共贵池县委召开常务会议，拟将该公社改名为沿汇公社，但该名称未正式使用。1972年4月，析出部分大队设立灌口公社。1984年3月，贵池县废人民公社体制，殷汇公社改为殷汇乡，灌口公社改为灌口乡，均属于殷汇区公所。1985年6月3日，经安徽省人民政府批准，撤销殷汇乡，设立殷汇镇。1992年2月，贵池市开始进行撤区并乡，殷汇镇升格为副县级镇。2001年8月，撤销灌口乡，将所辖8个村委会划入殷汇镇、余下8个村委会划入梅村镇。

## 地理
殷汇镇位于池州市区西南26公里。全镇国土面积90平方公里。南高北低，属半圩、半丘陵地区。

## 友好乡镇
- 中华人民共和国上海市浦东新区洋泾街道
- 中华人民共和国浙江省嘉兴市南湖区余新镇